# Bò Blonde d'Aquitaine
Bò Blonde d'Aquitaine là một giống bò Pháp hiện đại thuộc phân nhóm bò nhà - thịt kích thước lớn lớn. Giống bò được tạo ra vào năm 1962 bằng cách kết hợp ba giống bò khác nhau ở phía tây nam nước Pháp, Bò Blonde des Pyrénées, Bò Blonde de Quercy và Bò Garonnaise.:129 Kể từ khoảng năm 1970 giống bò này được chọn cách đặc biệt nhằm sản xuất thịt bò. Đây là giống bò nhiều thứ ba tại Pháp, sau Bò Charolais và Bò Limousin. Bò giống này đã được xuất khẩu sang nhiều nước trên thế giới.

## Lịch sử
Bò Blonde d'Aquitaine được tạo ra vào năm 1962 bằng cách kết hợp ba giống bò vàng của miền tây nam nước Pháp, Blonde de Quercy, Garonnaise và Blonde des Pyrénées.:129 Cả ba giống bò này đều là loài giống bò phục vụ nông nghiệp, đồng áng.
Bò Blonde d'Aquitaine là giống bò thứ ba tại Pháp theo số lượng, sau Charolais và Limousin. Trong năm 2013, có khoảng 560 000 cá thể trong hơn 18 000 trang trại.:132 Bò Blonde d'Aquitaine đã được xuất khẩu sang nhiều nước trên thế giới, bao gồm tất cả các nước thuộc Liên minh châu Âu. Giống bò này được sử dụng nhiều để lai tạo ở Châu Đại Dương và ở Đông Âu và đã thể hiện triển vọng tốt khi được lai với giống bò zebuine ở Nam Mỹ.:131

## Sử dụng
Bò Blonde d'Aquitaine được nuôi độc quyền nhằm sản sinh thịt bò, dù là thuần chủng hay lai giống. Bò đực đạt gần 300 kg lúc 210 ngày, và khoảng 500 kg lúc 15 tháng. Năng suất thịt là khoảng 65%.:132